# Теносике-де-Пино-Суарес
Теносике (исп. Tenosique), официально Теноси́ке-де-Пино-Суа́рес (исп. Tenosique de Pino Suárez)  — город в Мексике, в штате Табаско, входит в состав муниципалитета Теносике и является его административным центром. Численность населения, по данным переписи 2020 года, составила 34 946 человек.

## Общие сведения
Название Tenosique происходит от майяского Ta-na-tsiic, что можно перевести как дом ткача, а Pino Suárez в честь родившегося здесь политика Хосе Мария Пино Суареса.
Поселение было основано в доиспанский период народом майя. В 1525 году испанские исследователи Кортес и летописец Берналь Диас утверждали, что побывали в поселении Сагоатеспан, что с языка науатль можно перевести как дом прядильщика, то же, что на языке майя — Теносике.
В 1540 году началась испанская колонизация и в Теносике поселились монахи францисканцы и доминиканцы, чтобы вести евангелизацию местного населения.
7 ноября 1879 году название было изменено на Теносике-де-Куаутемок со статусом вилья.
1 августа 1915 году поселение получает статус города и меняет название на Теносике-де-Пино-Суарес.
6 января 1947 году в город прибывает первый пассажирский поезд, и начинается железнодорожное сообщение со штатами Кампече и Юкатан.
Главной достопримечательностью города является ежегодный карнавал «Danza del Pochó Tenosique».

## Население
| Год  | Численность | Численность |
| ---- | ----------- | ----------- |
| 2000 | 30 042      | [ 7 ]       |
| 2005 | 31 392      | [ 8 ]       |
| 2010 | 32 579      | [ 9 ]       |
| 2020 | 34 946      | [ 10 ]      |

## Фотографии
- Центральная улица города
- Участники карнавала danza del Pochó
- Церковь Сан-Роман